# Friendly interactive shell
fish (англ. friendly interactive shell) —  інтерактивна командна оболонка, що розвивається як дружня користувачу альтернатива bash і zsh.  Fish підтримує такі можливості як підсвічування синтаксису з автоматичним виявленням помилок вводу, пропозиція можливих варіантів вводу на основі історії минулих операцій, автодоповнення вводу опцій і команд з використанням їхнього опису в man-посібниках, комфортна робота з коробки без необхідності додаткової настройки, спрощена мова написання сценаріїв, підтримка буфера обміну X11, зручні засоби пошуку в історії виконаних операцій.
Так, у fish змінений у бік спрощення синтаксис командної мови оболонки, зокрема всі керуючі конструкції завершуються однаково ключовим словом end. Ще одним нововведенням fish є так звані універсальні змінні, що вводяться за допомогою конструкції виду set -U змінна значення. Такі змінні розділяються між усіма примірниками fish на цьому комп'ютері і дозволяють обмін інформацією між ними.

## Виноски
1. ↑  Release Notes for fish 2.7.1 (released December 22, 2017)
2. ↑  https://github.com/fish-shell/fish-shell/pull/9512